# Bošnjace
Bošnjace (cyr. Бошњаце) – wieś w Serbii, w okręgu jablanickim, w gminie Lebane. W 2011 roku liczyła 1550 mieszkańców.